# Emmanuel Hannaux
Emmanuel Hannaux (* 31. Januar 1855 in Metz; † 19. Mai 1934 in Paris) war ein französischer Bildhauer und Medailleur. Sein Werk ist dem Historismus zuzuordnen.

## Leben
Emmanuel Hannaux war ein französischer Bildhauer, der 1855 in Metz geboren wurde. Er begann seine Ausbildung an der „Industrial School“ in Straßburg, die durch den Ausbruch des Deutsch-Französischen Krieges 1870 unterbrochen wurde. Er kehrte nach Metz zurück, um danach seine Ausbildung in Nancy an der „École de Modelage et de Sculpture – Schule für bildhauerische Gestaltung“ fortzusetzen. In dieser Zeit bestritt er seinen Unterhalt mit der Schnitzerei von Pfeifen. Im Jahr 1876 zog er nach Paris um und wurde dort in die „École nationale supérieure des beaux-arts de Paris“ aufgenommen. Hier studierte er unter A. Dumont, Thomas und Bonnassieux.
Emmanuel Hannaux verstarb im Jahre 1934.
Aus seiner Ehe mit einer ebenfalls aus Metz stammenden Professorin der Mathematik, die an einem Pariser Gymnasium unterrichtete, ging der Sohn Paul Hannaux (1899–1954) hervor, ein bekannter französischer Landschafts-, Bildnis-, Stillleben- und Figurenmaler.

## Auszeichnungen
- 1880: 2. Grand Prix de Rome für L'Enfant prodige (Der verlorene Sohn)
- 1884: 3. Medaille des Pariser Salons
- 1889: 2. Medaille des Pariser Salons für Le Bucheron
- 1894: 1. Medaille des Pariser Salons für Orpée mourant (Sterbender Orpheus)
- 1900: 1. Platz anlässlich der Pariser Weltausstellung
- 1900: Ritter der Ehrenlegion
- 1903: Ehrenmedaille des Pariser Salons für Le Poète et la sirène (Dichter und Sirene)

## Werk
Hannaux arbeitete bevorzugt mit Marmor, Bronze und Gips. Er spezialisierte sich auf Büsten, klassische Figuren und allegorische Gruppen. Des Weiteren entwarf er verschiedene Medaillen und Plaketten.
Bekannte Werke von Emmanuel Hannaux sind die Figuren „Phrynè Mercury“, „Mercur mit Bacchus“, „Dichter und Sirene“ die Anfang 1878 und in den folgenden Jahren im Salon der Société des Artistes Français des Élysée-Palast in Paris neben den Werken „Heilige Cecilie“, „Danaide“ und „Lothringen“ ausgestellt wurden. 1878 wurde er auch als Mitglied im Salon de Paris aufgenommen. Für die Pariser Weltausstellung des Jahres 1900 schuf er zwei große Engelgruppen für das „Palais du Gènie civil“ und Reliefs für das „Chateau de l’Eau“.
Ein in der Januarausgabe 1907 der illustrierten Monatsschrift Ost und West erschienener Beitrag von G. Kutna über Emmanuel Hannaux führt einige seiner Werke und Standorte seiner Arbeiten auf.
Demnach befanden sich in verschiedenen Kirchen der Stadt Metz Büsten, die Monseigneur Dupont des Lorges und den Bischof von Metz darstellten und ein Marmor-Kruzifix (Standort: Kathedrale), die Arbeit „Muttergottes“ (1888) (Standort: Muttergottes Kapelle) und die Büste des Barons de Ladoucette.
Bezüglich weiterer Standorte seiner Marmorarbeiten wurde auf Luxemburg und auf Museen in Nancy und Le Puy hingewiesen. In Le Puy befindet sich das von der französischen Regierung angekaufte allegorische Werk „Fleur du Sommeil“ (Blüte des Schlafes).
Das Luxemburg-Museum erwarb die Arbeit „Sterbender Orpheus“ (1894), jetzt im Museum zu Nancy. In Nancy befindet sich ebenfalls die Arbeit „L’Enfant prodique“ (Der verlorene Sohn), für die Hannaux im Jahr 1880 mit dem 2. Grand Prix de Rome ausgezeichnet worden war.
Weitere von ihm geschaffene Marmorbüsten stellen „Dr. Lailler“ (Hospital Saint-Louis)von 1884, Sir Richard Wallace (1899) (Wallace Collection, London), Baronin James Rotschild (Hospital Picpus, Paris), Baronin Hirsch (New York), Mad. Coralie Cahen (Maison de Refuge, Neuilly), „Dr. Phil Pinel“ (Academie de mèdecine), „Ambroise Thomas“ dar. Hinzu kommen die Porträtbüsten von „Gabriel Monod“, dem Maler „Jules Valadou“, „Abbè Wetterlè“, den Männern der Akademie „Henri Weil“ und „Joseph Derenbourg“ weiterhin von „Victor Schoelcher“ Père-Lachaise.
1889 gewann Hannaux mit der patriotischen Figurengruppe aus Gips „Le Drapeau“ (Die Flagge) eine weitere Medaille, die sich in Frankreich im städtischen „Musée Municipale de Draguignan“ befindet.
1908 wurde eine Bronzeskulptur von Hannaux zur Gestaltung des „Monument du Souvenir Francais – ein eindringliches französisches Regionaldenkmal“ in Noisseville, Mossele verwendet. 1922 setzte sich der Entwurf von Hannaux für das „Poilu-Libèrateur-Denkmal Esplande/Metz“ gegen den Entwurf von Henri Bouchard durch.
Das klassische Skulpturen-Motiv „Head of a helmeted youth“ wird in der Literatur „Art Deco and other Figures – von Bryan Catley“ dokumentiert. Hier erscheinen zwei weitere Arbeiten von Hannaux, unter den Titeln „Roman Warrior“ und „The Helmet“. Die Thematik wird ergänzt durch die Bronzebüste „Helmeted Youth“ die in der Galerie James Graham & Sons – New York Art Gallery – ausgestellt wurde. Vermutlich dienten Hannaux hellenistische Motive als Vorlage zu diesen Werken. Wie das Motiv „Head of a helmeted youth“ wurden auch andere beliebte Motive wie „Dichter und Sirene“, „Flower of the Sleep“ und „Mercur mit Baccus“ u. a. von den französischen Bronzegießereien „Susse Frères Foundry, Paris u. E. Colin“ in verkleinerten Abmessungen (Ladenbronzen) für die Salons des damaligen Großbürgertums gegossen.

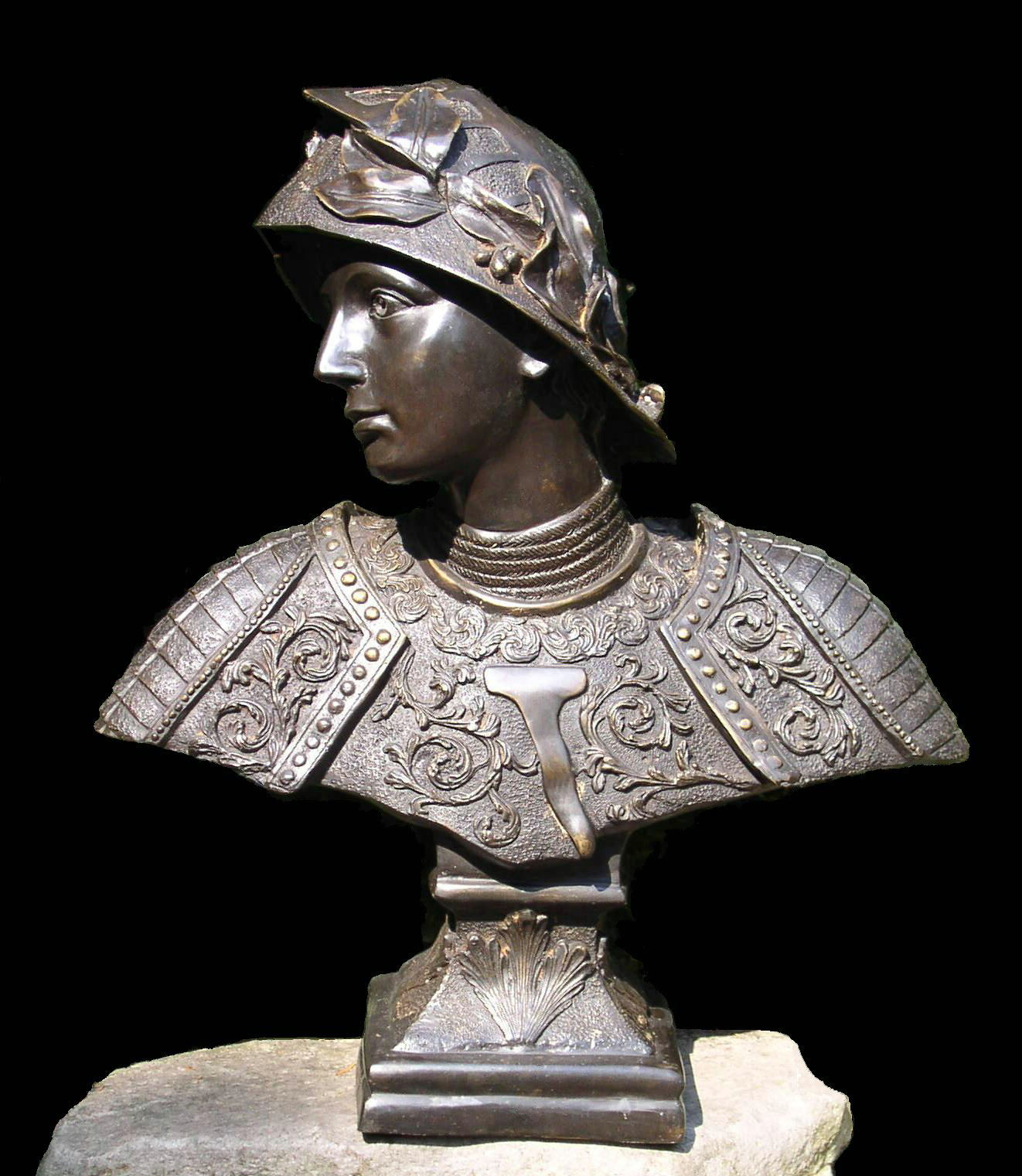

Eine sehr aufwändig gestaltete, lebensgroße Bronze der Thematik „Head of a helmeted youth“ befindet sich in der Ausstellung des Renaissance-Bauwerkes „Schloss Horst“ in Gelsenkirchen-Horst. Der Bronzeguss „Jüngling mit Harnisch und Helm“ (Höhe 82 cm mit Sockel, Breite 74 cm, Gewicht 50 kg) ist eine Leihgabe der „Sammlung Werner Bibl – Förderung der Kunst im öffentlichen Raum“. Typisch für das ausgehende 19. Jahrhundert reflektiert die Bronzebüste in ihrer Gestaltung auf Werke der Florentiner Renaissance des 15. Jahrhunderts. Aus dem Werk vernimmt man einen direkten Nachklang der Renaissance. Hannaux repräsentiert damit auch den damaligen europäischen Zeitgeist. Eine Vielzahl von europäischen Bildhauern bewegten sich zwischen Historismus und realistischer Detailpräzision.
Hier empfiehlt sich auch ein Vergleich mit einer Arbeit des deutschen Bildhauers Joseph Johann Ludwig Uphues, der Sabinergruppe „Ein Sabiner verteidigt seine Schwester“ von 1886, die sich im Stadtpark der Stadt Düren befindet.
In Gegensatz zu anderen Entwürfen „Head of a helmeted youth“ ist der sonst nackte Schulter- und Brustbereich mit einer Schutzpanzerung versehen, die wie der Helm, von einer detailgenauen, mit zahllosen aufwendigen Ziselierungen versehenen Oberflächenbearbeitung geprägt wird. Die Büste weist einen Bezug zu einer ähnlichen Arbeit auf, die sich in der weltberühmten Sammlung der Walker Art Center in Minneapolis befindet.

## Rezension
In dem im Januar 1907 erschienenen Aufsatz von G. Kutna wird der Bildhauer Emmanuel Hannaux gewürdigt: „Ein bescheidener Mann, von geklärter Einfachheit, ein Schaffender in stiller Begeisterung ist Emmanuel Hannaux, der Gestalter reiner Nacktheit und edler Menschlichkeit. „Ich liebe die Kunst, ich liebe das Nackte“, ist sein ganzes Programm, und dieser Liebe gibt er bildnerischen Ausdruck. So geht er geraden Sinnes der Schönheit nach, voll Ehrerbietung vor der Natur, fromm und beherzt in seiner Liebe. Das Läuternde, Veredelnde, das dem Nacktem innewohnt, ist bei ihm noch tiefer wirksam durch Schwermut und Versonnenheit, die wie ein Poesiehauch aus tief versenkter Seele hervordringen. Der Menschenleib ist ein Zeugnis vom Adel des Lebens, und die Menschenseele ist dichterische Andacht; uns aber mahnt es zur Weltfrommheit. Des Menschen nackte Herrlichkeit schafft Hannaux, von hellenischem Geist, hellenischer Dichtung angezogen, klar und formenrein. Fern von Grübelei und Tiefsinn, ohne Vieldeutigkeit und gedankliche Beziehung sind seine Gebilde; nur der Sinnenwelt Formen und Schönheit sind ihnen eigen, Anschauung des Raumes vermitteln sie kunstgemäss, quellendes Leben in bildsamer Klarheit.“ In seinen weiteren Ausführungen bezeichnet G. Kutna Hannaux’ Schaffen, als die eines Griechenjüngers. Die Marmorarbeiten des Künstlers Hannaux rezensierte G. Kutna wie folgt: „In den Marmorgruppen des Künstlers regt sich ideales Dasein in zwanglos schöner Bewegung; passive Zuständigkeit und regsames Spannkraft geben einen anziehenden künstlerischen Kontrast. Lebenskräfte durchziehen fühlbar ein schlummerndes Dasein; der Körper lagert, von der Schwere gebannt, und die modellierte Lebensform verhüllt ein vielfältig Verlangen nach Bewegung. Sie zuckt noch halbwach in den Händen und Fingern; sie rühren an die Leier (Orpheus) wie nach Klängen langend; sie fassen den Krug in mattem Tasten (Danaide) und sind von Spiel und Regsamkeit beseelt (Poet und d Sirene), gehen wie Wellen auf und nieder, kommen wie Wellenschlag aus sinnendem Traumesdasein.“

## Museen und Sammlungen
- Museum of Modern Art, New York
- Walker Art Center, Minneapolis
- Wallace Collection, London
- Museum Draguignan
- Museum Nancy
- Museum Le Puy-en-Velay
- Stadt Metz
- Stadt Gelsenkirchen „Schloss Horst“
- Musée des Beaux-Arts, Rouen